# アラン・タムの怪談・魔界美女物語
『アラン・タムの怪談・魔界美女物語』（アラン・タムのオカルト・まかいびじょものがたり、陰陽錯 Esprit d'amour）は1983年の香港映画。

## 概説
1980年代の香港を代表するアイドル・スター、アラン・タム主演の異色ホラーファンタジー映画。リンゴ・ラムにとっては異色のホラーモノだが、アラン・タムとは『アザー・サイド・オブ・ジェントルマン』でもコンビを組む(日本未発売。かつてCSのスター・チャンネル プラスで放映された)。 別邦題は『ゴースト 真夜中の恋人』。

## あらすじ
気の弱い保険調査員の男（アラン・タム）が偶然出会った美女（ニー・シューチェン）は実は転落死した女性で、実は幽霊だった…。再び男の前に現れるが、いつしか男は幽霊の彼女に惹かれていき、愛し合うようになるのだが･････。

## スタッフ
- 監督：リンゴ・ラム
- 脚本：レイモンド・ウォン(黄百鳴)

## キャスト
- アラン・タム
- ニー・シューチュン
- セシリア・イップ

## 同系映画
- ワン・ショット・トゥ・ラブ〜走れ!カメラ小僧!!〜